# Harmonium (instrument)

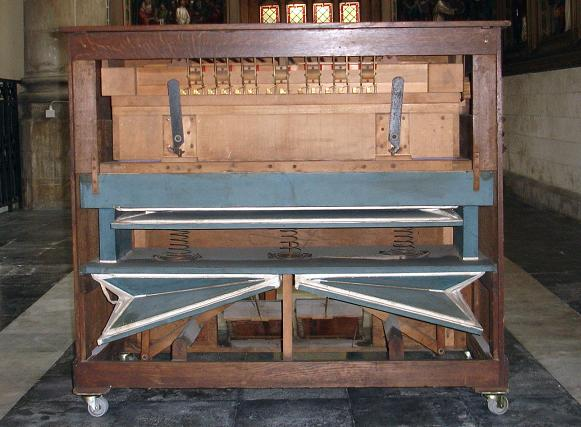
Harmonium Sint Jacobs Gent

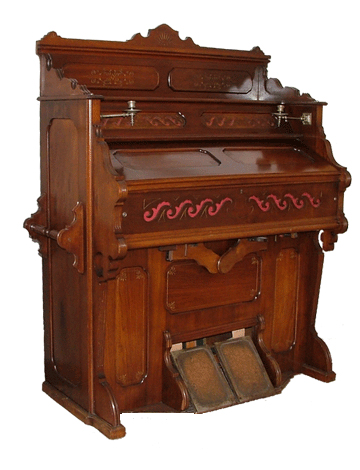
Harmonium met onderdruk

Een harmonium of traporgel is een toetsinstrument dat gerekend wordt tot zowel de lamellofonen als de aerofonen.

## Geschiedenis
Het harmonium is evenals als het accordeon een ontwikkeling vanuit het Orgue-expressif, dat werd uitgevonden door Gabriel-Joseph Grenié.
De naam harmonium werd door de Fransman Alexandre Debain ingevoerd, die in 1840 voor het eerst een dergelijk toetsinstrument op basis van drukwind met doorslaande tongen maakte. Debain probeerde de naam harmonium zelfs door middel van een patent te beschermen.
In de Verenigde Staten werd ongeveer in dezelfde periode ook een dergelijk instrument maar dan met zuigwind ontwikkeld, dat daar bekendstaat onder de naam reed organ, parlor organ, pump organ, cabinet organ of cottage organ. De zuigwindtechniek levert een zachtere klank die meer geschikt is voor huiskamergebruik. Bovendien was een zuigwindharmonium goedkoper te bouwen, waardoor dit type geleidelijk aan het drukwindmodel verdrong.
Instrumenten met drukwindtechniek werden toegepast in concertzalen, salons en kerken. Het harmonium werd ook veel gebruikt voor het begeleiden van zang, vooral als surrogaatorgel voor huiselijke godsdienstoefeningen. Zijn populaire positie verloor het echter aan elektronische orgels en andere instrumenten.
Er is vanaf het eind van de twintigste eeuw weer sprake van hernieuwde belangstelling. Bekende spelers zijn Joris Verdin, Bart Rodyns, Dirk Luijmes en Johannes-Matthias Michel. In de jaren zeventig van diezelfde eeuw kreeg het instrument een zekere bekendheid door de popmuzikante Nico.
In Barger-Compascuum bevond zich het Harmonium Museum Nederland. De collectie kwam in 2024 in handen van het Geelvinck Museum.

## Werking
Het geluid wordt geproduceerd doordat lucht uit twee balgen langs metalen tongetjes wordt geblazen of langs dergelijke tongetjes wordt gezogen. Er is wanneer de lucht wordt geblazen sprake van drukwind en wanneer de lucht wordt gezogen van zuigwind. De luchttoevoer wordt in gang gezet bij het indrukken van een toets op een klavier.
De balgen worden gewoonlijk bediend door twee pedalen die door de bespeler zelf beurtelings worden ingetrapt. De wind kan ook worden opgewekt door een elektrische windpomp. Veelal zijn net als bij een orgel registers aanwezig waarmee de lucht naar verschillende groepen van tongetjes kan worden geleid, ten behoeve van de klankkleur en het volume. Harmoniums kunnen meerdere manualen en registers bevatten.
Er zijn ook zogenaamde pedaalharmoniums, het verschil met een "gewoon" harmonium is dat een pedaalharmonium een windmotor heeft, zodat de bespeler met zijn voeten het pedaal kan bedienen.

### Verschil met orgel
Een harmonium is net als een mondharmonica en een accordeon een aerofoon en tegelijk een lamellofoon. De klank ontstaat door de resonantie van de tongetjes en de door de bewegende tongetjes veroorzaakte luchttrillingen. Een orgel, voor het onderscheid ook wel pijporgel genoemd, is een aerofoon waarbij de klank alleen ontstaat door resonantie van de lucht in de pijpen. Orgels kunnen zeer groot zijn en worden vast in een kerk of concertzaal opgesteld, een harmonium is ongeveer zo groot als een piano.

## Composities
Componisten die speciaal voor harmonium hebben geschreven zijn onder anderen Franz Liszt, Jacques-Nicolas Lemmens, Alphonse Mailly, Joseph Jongen, Alexandre Guilmant, Georges Bizet, Sigfrid Karg-Elert, Hermann Wenzel, César Franck, Henri Letocart, Leoš Janáček, Max Reger en Martijn Padding.
Jean Sibelius, Arnold Schönberg, Adrien François Servais en Antonín Dvořák gebruikten het sporadisch in kamermuzikale bezettingen. Gustav Mahler gaf het instrument een plaats in het symfonieorkest. Gioachino Rossini ontwikkelde een zeer interessant en indrukwekkend geluid door in zijn Petite Messe Solennelle (1864) de solisten en het koor te laten begeleiden door een harmonium en een piano.

## Hand- en studieboeken
- Franz Bühnert, Wie lernt man registrieren?
- Hermann Wenzel, Praktische Harmonium-Schule
- Heinrich Bungart, Theoretisch Praktische Harmoniumschule Von Den Ersten Anfangen Bis Zur Entwickelten Technik, 1904.

## Bijnamen
Het harmonium heeft bijnamen als 'psalmenpomp', 'hallelujacommode', 'cirkelzaag des geloofs', 'hijgend hert', (naar de oude berijming van Psalm 42) en 'gereformeerde hometrainer', vanwege het geestelijke repertoire en het type klank, alsmede de toonvoortbrenging door het pompen op de pedalen.